# Ernesto Zardini
Ernesto Zardini (ur. 5 czerwca 1908 w Cortinie d’Ampezzo, zm. 3 października 1934 w Arvier) – włoski narciarz. Olimpijczyk. Uczestnik mistrzostw świata.

## Kariera
Wziął udział w Zimowych Igrzyskach Olimpijskich 1932 w Lake Placid. W konkursie skoczków narciarskich, po skokach na odległość 53 i 65 metrów, zajął 14. pozycję. Z kolei w konkursie kombinatorów norweskich został sklasyfikowany na 12. miejscu.
Oprócz startu w Lake Placid, który miał jednocześnie rangę igrzysk olimpijskich i mistrzostw świata, Zardini w swojej karierze raz wziął udział w rywalizacji skoczków narciarskich na mistrzostwach świata seniorów – w 1927 w Cortinie d’Ampezzo zajął 31. pozycję (w drugiej serii skoczył 42,5 metra, a wynik z pierwszej serii nie zachował się w źródłach).
Dwukrotnie zdobywał medale mistrzostw Włoch w skokach narciarskich – w 1925 srebrny (lepszy od niego był tylko Luigi Faure), a w 1927 brązowy (wyprzedzili go wówczas pierwszy Domenico Patterlini i drugi Luigi Faure).
W 1930 zdobył tytuł mistrza Włoch w kombinacji norweskiej.